# 廣木重之
廣木 重之（ひろき しげゆき、広木 重之、1955年5月22日 - ）は、日本の外交官。外務省儀典長を経て、駐スウェーデン特命全権大使。

## 人物
東京都出身。神奈川県立湘南高等学校を経て、1979年に一橋大学法学部を卒業し、外務省入省。1980年から1982年までオックスフォード大学留学。オックスフォード大学留学同期に奥克彦（イラク日本人外交官射殺事件で殉職）がいる。
2009年から駐アフガニスタン特命全権大使。2010年には43億5500万円の無償資金協力「アフガニスタン平和・再統合プログラム」の書簡を交換。資金協力によって建設された1校目の高校の完成記念式典にワルダク教育大臣などと出席。ハーミド・カルザイ大統領からは日本の支援に対する感謝の表明を受けた。
2011年からニューヨーク総領事。川村泰久首席領事などとともに、竹島領有権や歴史認識をめぐる日韓問題や、尖閣諸島国有化で激化した中国との尖閣諸島問題などに関し、中韓が自国の主張をニューヨーク・タイムズ誌などに掲載するのに対応し、メディアの分析などを行った。活動を受けニューズウィーク誌に「中国は1970年まで尖閣諸島の主権を一度も主張したことがなかった。」とする編集長のコラムが掲載された。2018年から駐スウェーデン特命全権大使を務め、2019年にTwitterを開始。ピカチュウやハローキティに関する投稿などを行い話題となった。退任後、フルヤ金属顧問。2022年スウェーデン北極星勲章大十字コマンデール受章。

## 経歴
- 1979年 - 一橋大学法学部卒業、外務省入省
- 1982年 - オックスフォード大学卒業
- 1984年 - 外務省情報調査局企画課安全保障政策室課長補佐
- 1987年 - 外務省アジア局北東アジア課課長補佐
- 1989年 - 外務省経済局開発途上地域課首席事務官
- 1991年 - 外務省在ニューヨーク日本国総領事館領事
- 1994年 - 外務大臣官房会計課首席事務官
- 1996年 - 外務省欧亜局西欧第二課長
- 1998年 - 外務省大臣官房審議官兼内閣官房中央省庁等改革推進本部事務局内閣審議官
- 2000年 - 外務省九州・沖縄サミット準備事務局長補
- 2000年 - 外務省経済協力局技術協力課長
- 2001年 - 外務省大臣官房領事移住部政策課長
- 2002年 - 外務省在英国日本国大使館公使
- 2005年 - 外務省大臣官房参事官（国会担当）
- 2007年 - 外務省国際協力局参事官兼中東アフリカ局参事官
- 2008年 - 外務省大臣官房審議官（総合外交政策局担当）
- 2009年 - 駐アフガニスタン特命全権大使
- 2011年 - ニューヨーク総領事・大使
- 2013年 - 外務省儀典長・大使
- 2014年 - 駐南アフリカ特命全権大使、兼駐レソト特命全権大使
- 2015年 - 兼駐スワジランド特命全権大使
- 2018年 - 駐スウェーデン特命全権大使[9]
- 2022年 - フルヤ金属取締役[10]、北極星勲章大十字コマンデール
- 2023年 - 聖心女子大学協力会役員会副会長[11]、名城大学インターナショナル教育・研究センターシニアフェロー[12]
- 2024年 - ニューヨーク日本商工会議所&日本クラブOB/OG会賛同者代表[13]

## 同期
（　）は現在の役職
- 平松賢司（外務省総合外交政策局長）
- 田良原政隆（駐エルサルバドル大使）
- 北岡元（エディンバラ総領事）
- 横井裕（駐トルコ大使）
- 花谷卓治（駐フィジー・バヌアツ・キリバス・ツバル・ナウル大使）
- 伊原純一（外務省アジア大洋州局長）
- 山口壯（衆議院議員）
- 大江博（内閣官房内閣審議官）
- 宮川眞喜雄（駐マレーシア大使）
- 長谷川晋（ストラスブール総領事）
- 小林弘裕（アフリカにおける地域経済共同体・平和・安全保障担当大使）
- 堀江良一（駐ミクロネシア大使）
- 西岡淳（駐ジブチ大使）
- 小川正史（駐ネパール大使）
- 礒部博昭（駐パナマ大使）
- 西村篤子（駐ルクセンブルク大使）
- 羽田浩二（駐イラン大使）
- 大澤勉（駐カメルーン大使）